# Damernas slopestyle i snowboard vid olympiska vinterspelen 2014
Damernas slopestyle i snowboard vid olympiska vinterspelen 2014 hölls på Roza Chutor extrempark mellan den 6 och 9 februari 2014. Det var första gången som man tävlar i slopestyle vid OS. Tävlingen bestod av en kvalomgång, en semifinalomgång och en finalomgång. Kvalomgången bestod av två heat, där de fyra bästa i varje heat kvalificerade sig direkt för final, medan de övriga gick till en semifinalomgång. De fyra bästa i semifinalomgången gick vidare till final, vilket innebar att finalen bestod av 12 åkare.

## Schema
| Datum      | Tid   | Omgång     |
| ---------- | ----- | ---------- |
| 6 februari | 14:00 | Kvalomgång |
| 9 februari | 10:30 | Semifinal  |
| 9 februari | 13:15 | Final      |

## Resultat

### Kvalomgång
Kvalomgången bestod av två heat med 12 respektive 11 åkare, där de fyra främsta i varje heat gick vidare till final och de övriga gick till en semifinal.
Heat 1
| P  | Nr | Idrottare       | Nation         | Åk 1  | Åk 2  | Bäst Res. |
| -- | -- | --------------- | -------------- | ----- | ----- | --------- |
| 1  | 5  | Isabel Derungs  | Schweiz        | 82,50 | 87,50 | 87,50     |
| 2  | 11 | Torah Bright    | Australien     | 85,25 | 80,00 | 85,25     |
| 3  | 4  | Spencer O'Brien | Kanada         | 82,75 | 65,00 | 82,75     |
| 4  | 8  | Enni Rukajärvi  | Finland        | 79,00 | 23,75 | 79,00     |
| 5  | 1  | Jenny Jones     | Storbritannien | 74,25 | 21,75 | 74,25     |
| 6  | 10 | Rebecca Torr    | Nya Zeeland    | 70,75 | 33,75 | 70,75     |
| 7  | 6  | Christy Prior   | Nya Zeeland    | 67,50 | 70,50 | 70,50     |
| 8  | 9  | Stefi Luxton    | Nya Zeeland    | 59,75 | 34,25 | 59,75     |
| 9  | 3  | Sina Candrian   | Schweiz        | 58,25 | 36,50 | 58,25     |
| 10 | 7  | Aimee Fuller    | Storbritannien | 44,50 | 39,00 | 44,50     |
| 11 | 12 | Shelly Gotlieb  | Nya Zeeland    | 18,00 | 30,75 | 30,75     |
| 12 | 2  | Kjersti Buaas   | Norge          | 12,50 | 17,75 | 17,75     |

Heat 2
| P  | Nr | Idrottare        | Nation        | Åk 1  | Åk 2  | Bäst Res. |
| -- | -- | ---------------- | ------------- | ----- | ----- | --------- |
| 1  | 14 | Anna Gasser      | Österrike     | 89,50 | 95,50 | 95,50     |
| 2  | 18 | Jamie Anderson   | USA           | 93,50 | DNS   | 93,50     |
| 3  | 20 | Elena Koenz      | Schweiz       | 86,25 | 38,00 | 86,25     |
| 4  | 22 | Karly Shorr      | USA           | 45,00 | 84,75 | 84,75     |
| 5  | 17 | Šárka Pančochová | Tjeckien      | 77,75 | 33,75 | 77,75     |
| 6  | 16 | Jenna Blasman    | Kanada        | 60,25 | 51,50 | 60,25     |
| 7  | 23 | Jessika Jenson   | USA           | 34,00 | 58,50 | 58,50     |
| 8  | 15 | Silje Norendal   | Norge         | 31,00 | 39,00 | 39,00     |
| 9  | 19 | Cheryl Maas      | Nederländerna | 18,00 | 31,25 | 31,25     |
| 10 | 21 | Merika Enne      | Finland       | 17,00 | DNS   | 17,00     |
| 11 | 13 | Ty Walker        | USA           | 1,00  | DNS   | 1,00      |

### Semifinal
Semifinalen består av 13 åkare som kommit femma eller sämre i deras respektive heat i kvalomgången. De fyra främsta i semifinalen går vidare till finalen.
| Pl. | Start- nummer | Namn             | Land           | Åk 1  | Åk 2  | Bästa åktid | Notering |
| --- | ------------- | ---------------- | -------------- | ----- | ----- | ----------- | -------- |
| 1   | 17            | Šárka Pančochová | Tjeckien       | 90,50 | 22,50 | 90,50       | QF       |
| 2   | 3             | Sina Candrian    | Schweiz        | 84,25 | 81,50 | 84,25       | QF       |
| 3   | 1             | Jenny Jones      | Storbritannien | 82,25 | 83,25 | 83,25       | QF       |
| 4   | 15            | Silje Norendal   | Norge          | 16,75 | 78,75 | 78,75       | QF       |
| 5   | 23            | Jessika Jenson   | USA            | 72,00 | 50,50 | 72,00       |          |
| 6   | 13            | Ty Walker        | USA            | 66,00 | 43,75 | 66,00       |          |
| 7   | 12            | Shelly Gotlieb   | Nya Zeeland    | 63,25 | 33,75 | 63,25       |          |
| 8   | 9             | Stefi Luxton     | Nya Zeeland    | 18,25 | 60,25 | 60,25       |          |
| 9   | 7             | Aimee Fuller     | Storbritannien | 33,75 | 37,50 | 37,50       |          |
| 10  | 10            | Rebecca Torr     | Nya Zeeland    | 27,25 | 32,50 | 32,50       |          |
| 11  | 16            | Jenna Blasman    | Kanada         | 32,25 | 10,50 | 32,25       |          |
| 12  | 19            | Cheryl Maas      | Nederländerna  | 30,75 | 14,75 | 30,75       |          |
|     | 6             | Christy Prior    | Nya Zeeland    |       |       |             | DNS      |
|     | 2             | Kjersti Buaas    | Norge          |       |       |             | DNS      |
|     | 21            | Merika Enne      | Finland        |       |       |             | DNS      |

### Final
Jamie Anderson från USA vann damernas guldmedalj i slopestyle.
| Pl. | Start- nummer | Namn             | Land           | Åk 1  | Åk 2  | Bästa åktid | Notering |
| --- | ------------- | ---------------- | -------------- | ----- | ----- | ----------- | -------- |
| 1   | 18            | Jamie Anderson   | USA            | 80,75 | 95,25 | 95,25       |          |
| 2   | 8             | Enni Rukajärvi   | Finland        | 73,75 | 92,50 | 92,50       |          |
| 3   | 1             | Jenny Jones      | Storbritannien | 73,00 | 87,25 | 87,25       |          |
| 4   | 3             | Sina Candrian    | Schweiz        | 77,25 | 87,00 | 87,00       |          |
| 5   | 17            | Šárka Pančochová | Tjeckien       | 86,25 | 20,00 | 86,25       |          |
| 6   | 22            | Karly Shorr      | USA            | 39,00 | 75,00 | 75,00       |          |
| 7   | 11            | Torah Bright     | Australien     | 64,75 | 66,25 | 66,25       |          |
| 8   | 5             | Isabel Derungs   | Schweiz        | 58,50 | 15,25 | 58,50       |          |
| 9   | 20            | Elena Könz       | Schweiz        | 24,50 | 54,50 | 54,50       |          |
| 10  | 14            | Anna Gasser      | Österrike      | 49,00 | 51,75 | 51,75       |          |
| 11  | 15            | Silje Norendal   | Norge          | 49,50 | 32,00 | 49,50       |          |
| 12  | 4             | Spencer O'Brien  | Kanada         | 30,00 | 35,00 | 35,00       |          |